# Visnums härad
Visnums härad var ett  härad i den sydöstra delen av Värmlands län inom nuvarande Kristinehamns och Gullspångs kommuner. Arealen omfattade drygt 516 km² t.o.m. år 1922 då den del av Nysunds socken som låg väster om Letälven avskiljdes och fördes till Edsbergs härad. Arealen uppgick därefter till 428 km². Tingsställe var från 1876 Kristinehamn.

## Geografi
Häradet var beläget vid Vänerns nordöstra strand, söder om Kristinehamns stad, i trakterna kring sjön Skagern. Vid kommunreformen 1952 kom hela Visnums härad att bilda Visnums kommun.

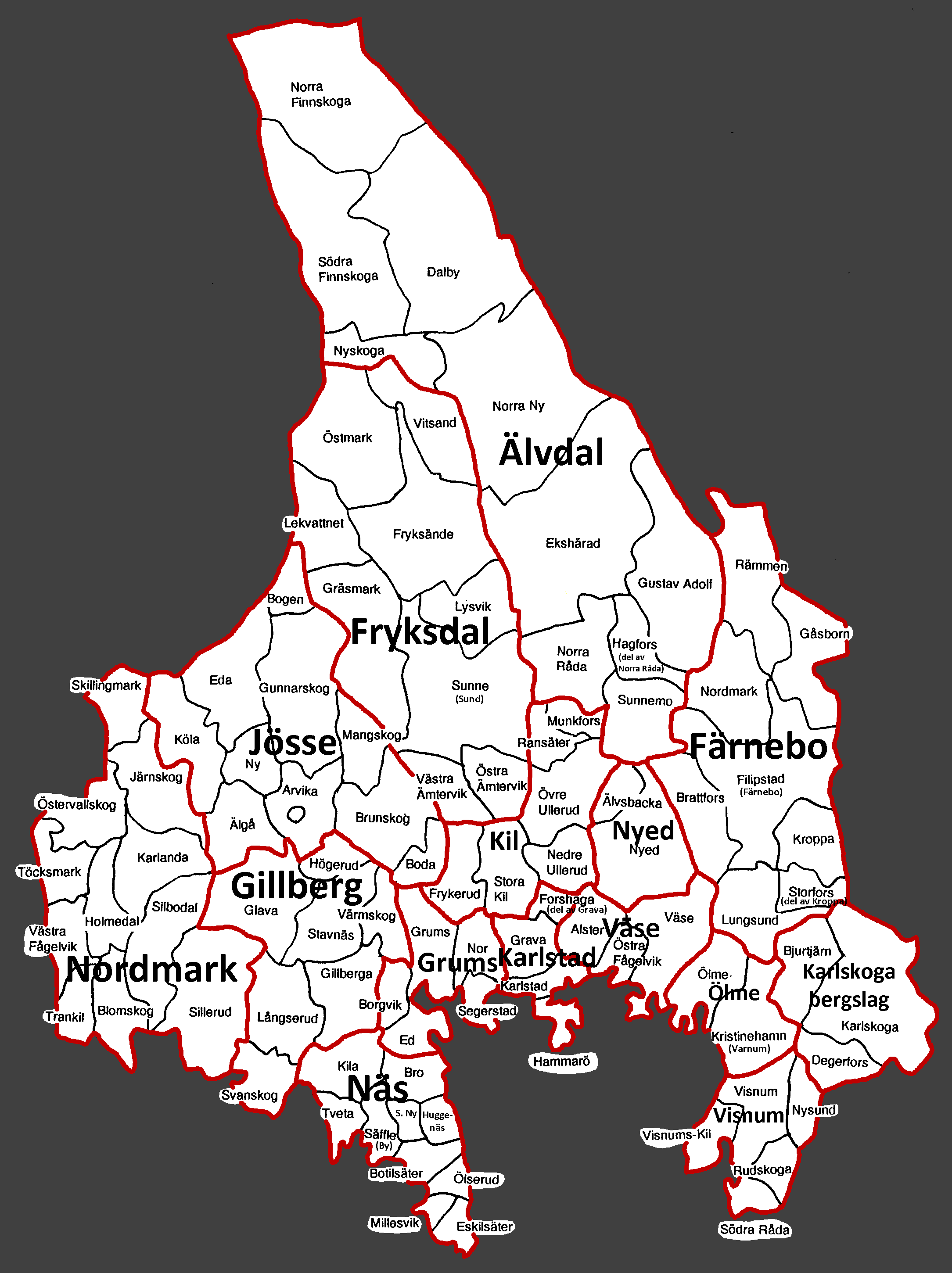
Värmlands härader.

### Socknar
Visnums härad omfattade fyra socknar samt en del av en femte
I nuvarande Kristinehamns kommun:
- Visnum
- Visnums-Kil
- Rudskoga

I nuvarande Gullspångs kommun:
- Södra Råda

I nuvarande Degerfors kommun:
- Del av Nysunds socken: Före 1 januari 1923 hörde del av socknen till Visnums härad.

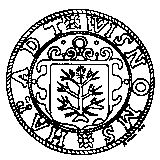
Visnums härad sigill

## Historia
Visnums härads tingsplats låg t.o.m. år 1877 vid gästgivaregården i Vall, men kom därefter att flyttas till tingshuset i staden Kristinehamn. Under medeltiden hörde socknen Södra Råda till Vadsbo härad i Skaraborgs län. Denna del är alltjämt heller inte en del av Värmlands län (men väl av landskapet Värmland), utan är belägen i Gullspångs kommun i nuvarande Västra Götalands län dit den flyttades år 1971. Namnet Visnum skrevs ursprungligen Wisneem, och tros komma från ett äldre namn för ån Visman. 

## Län, fögderier, domsagor, tingslag och tingsrätter
Häradet har från 1779 hört till Värmlands län, innan dess Närkes och Värmlands län. Före 1835 tillhörde en del av Rudskoga socken Örebro län. Södra Råda socken hör från 1971 till Skaraborgs/Västra Götalands län.
Häradets socknar hörde till följande fögderier:
- 1682-1966 Östersysslets fögderi
- 1967-1990 Kristinehamns fögderi bara till 1970 för Södra Råda socken
- 1971-1990 Mariestads fögderi för Södra Råda socken

Häradets socknar tillhörde följande domsagor, tingslag och tingsrätter:
- 1680-1876 Visnums tingslag inom
  - 1680-1755 Karlskoga, Visnums, Ölme, Väse, Kils, Fryksdals nedre, Fryksdals övre, Älvdals nedre och Älvdals övre häraders domsaga
  - 1756–1829 Karlskoga, Ölme, Visnums, Väse och Färnebo häraders domsaga kallad Östersysslets domsaga
  - 1830–1864 Ölme, Visnums, Väse, Färnebo och Nyeds häraders domsaga kallad Östersysslets domsaga
  - 1865-1876 Östersysslets domsaga (Färnebo, Ölme, Visnums och Väse härader)
- 1877-1947 Ölme, Visnum och Väse tingslag
- 1948-1970 Östersysslets tingslag

- 1971-2005 Kristinehamns tingsrätt och dess domsaga
- 2005- Värmlands tingsrätt och dess domsaga

Södra Råda socken hörde mellan 1971 och 2009 till Mariestads tingsrätt och dess domsaga därefter till Skaraborgs tingsrätt och dess domsaga

### Webbkällor
- Visnums häradssigill på Wermlandsheraldik.se, 2009-02-25, kl. 13:53
- Nationella arkivdatabasen för uppgifter om fögderier, domsagor, tingslag och tingsrätter